# Hamamelistes cristafoliae
Hamamelistes cristafoliae är en insektsart. Hamamelistes cristafoliae ingår i släktet Hamamelistes och familjen långrörsbladlöss. Inga underarter finns listade i Catalogue of Life.